# 1833년 앤드루 잭슨 대통령 취임식
앤드루 잭슨의 두 번째 미국 대통령 취임식은 1833년 3월 4일 월요일 미국 국회의사당 하원 회의실에서 거행되었다. 이 취임식은 앤드루 잭슨의 두 번째 4년 임기 대통령직과 마틴 밴 뷰런의 유일한 4년 임기 부통령직의 시작을 알렸다.
취임식을 위해 국회의사당 동쪽 정면에 도착했을 때, 워싱턴 시장 존 피터 반 네스와 시의회 의원들이 앤드루 잭슨과 마틴 밴 뷰런을 맞이하여, 선서 시작에 앞서 이들을 하원 회의실로 안내했다.
정오에 존 마셜 대법원장은 앤드루 잭슨과 마틴 밴 뷰런에게 하원 회의실에서 각자의 직책에 대한 선서를 집행했다. 이는 눈이 쌓인 땅과 약 29 °F(영하 1.7 °C)에 달하는 날씨 때문에 미국 국회의사당 동쪽 주랑에서 열렸던 이전 대통령 취임식과는 달랐다. 또한 취임 당시 앤드루 잭슨의 건강 상태가 좋지 않아 선서가 하원 회의실 내부에서 이루어지도록 사실상 강요되었다. 하원 회의실에서 열린 취임식에 참석한 사람들은 다음과 같다: 미국 연방 대법원의 판사들, 하원 의장, 상원 의장, 상원의원, 외교관, 앤드루 잭슨 도넬슨, 그리고 하원 의원 등이 있다. 앤드루 잭슨은 걸어가 하원 의장석에 앉았고, 군중의 환호가 잠시 멈춘 후 앤드루 잭슨은 일어서서 미국 대통령으로 선서했다. 이때 앤드루 잭슨의 개인 비서였던 도넬슨 씨는 그의 오른쪽에, 마틴 밴 뷰런은 왼쪽에 서 있었다. 이 취임식은 존 마셜 대법원장이 미국 대통령의 취임 선서를 집행한 마지막이자 아홉 번째 행사였다.
선서 직후, 앤드루 잭슨 대통령은 하원 회의실의 많은 사람들에게 취임 연설을 했다. 앤드루 잭슨은 연설을 했지만, 그의 부통령은 취임식에서 연설을 하지 않았다. 취임 연설에서 앤드루 잭슨은 미국 대통령으로 재선된 것에 대해 겸허하고 영광스럽다고 말하며, 미국 국민의 삶을 개선하기 위해 진심으로 노력할 것이라고 밝혔다. 이러한 발언 외에도 잭슨은 미국이 현재 세계 어느 나라와도 진행 중인 갈등이 없다고 기쁘게 언급했다. 잭슨은 또한 24개 주 전체가 강력하고 통일된 연합을 이루는 것과 협력적인 주 및 연방 정부를 갖는 것의 중요성을 강조했다.
잭슨의 취임 연설 후 두 번의 취임 무도회가 열렸다. 이 취임식은 미국 역사상 처음으로 한 번 이상의 취임 무도회가 열렸다는 점에서 역사적인 의미를 가진다. 한 무도회는 중앙 메이슨 홀에서, 다른 하나는 카루시스에서 열렸다.
앤드루 잭슨은 민주당원이었지만, 보스턴 공화당원들은 취임식 당일 오전 9시와 정오에 호핀 대위의 지휘 아래 50발의 예포를 발사하여 새로 재선된 대통령을 지지한다는 뜻을 밝혔다.

## 취임 연설
친애하는 시민 여러분,
미국 국민의 자발적인 투표를 통해 표현된 뜻은 저를 다시 한번 미국 대통령의 직무를 수행하기 위한 엄숙한 절차를 거치게 하기 위해 여러분 앞에 부릅니다. 어려움이 없지 않았던 기간 동안 저의 공적 행동에 대한 그들의 승인과 저의 선의에 대한 이러한 재확인된 신뢰에 대해 저는 감사를 표현할 적절한 단어를 찾을 수 없습니다. 그것은 그들의 자유를 보존하고 그들의 행복을 증진하도록 정부를 계속해서 운영하는 데 저의 미약한 능력이 허용하는 한 최선을 다해 보여질 것입니다.
지난 4년 동안 일반 정부가 추구해야 할 원칙과 정책에 대한 저의 견해를 – 때로는 가장 섬세하고 고통스러운 상황에서 – 반드시 표명해야 했던 많은 사건들이 발생했으므로, 저는 이 자리에서 그 중 몇 가지 주요 고려 사항을 언급하는 것으로 충분합니다.
우리 정부가 현재 헌법이 제정된 직후 채택하고 successive 행정부에서 매우 일반적으로 추구해 온 외교 정책은 거의 완전한 성공을 거두었으며, 지구상의 국가들 사이에서 우리의 위상을 높였습니다. 모든 사람에게 정의를 행하고 아무에게도 불의를 당하지 않는 것이 저의 행정 기간 동안의 지배적인 원칙이었으며, 그 결과는 너무나 성공적이어서 우리는 전 세계와 평화롭게 지낼 뿐만 아니라, 논쟁의 여지가 거의 없으며, 그마저도 사소한 것들만이 미해결 상태로 남아 있습니다.
이 정부의 국내 정책에는 국민과 그들의 대표자들의 특별한 관심을 받을 만한 두 가지 목표가 있으며, 이는 저의 끊임없는 염려의 대상이었고 앞으로도 그러할 것입니다. 그것은 여러 주의 권리 보존과 연방의 완전성입니다.
이러한 위대한 목표들은 필연적으로 연결되어 있으며, 헌법에 따라 표현된 국민의 뜻에 부합하여 각자가 적절한 영역 내에서 권한을 계몽적으로 행사함으로써만 달성될 수 있습니다. 이를 위해 모든 사람은 헌법적으로 제정된 법률에 기꺼이 그리고 애국적으로 복종하고, 그리하여 국민 스스로 자신의 정부를 위해 제정한 여러 주와 미국의 제도들에 대한 적절한 신뢰를 증진하고 강화하는 것이 의무가 됩니다.
공공 문제에 대한 저의 경험과 어느 정도 진전된 삶의 관찰은 제가 오래전부터 품어왔던 견해를 확인시켜 줍니다. 즉, 우리 주 정부의 파괴 또는 국민의 지방 문제에 대한 통제권의 말살은 직접적으로 혁명과 무정부 상태로, 그리고 궁극적으로는 독재와 군사 지배로 이어질 것이라는 것입니다. 그러므로 일반 정부가 주의 권리를 침해하는 정도에 비례하여, 그것은 자체 권력을 약화시키고 그 창설 목적을 달성하는 능력을 손상시킵니다. 이러한 고려 사항에 깊이 감명받아, 저의 동포들은 주정부의 권리를 직간접적으로 침해하거나 모든 정치 권력을 일반 정부에 통합하려는 조치를 저지하는 데 저의 헌법적 권한을 행사할 준비가 되어 있는 저를 언제나 발견할 것입니다. 그러나 이 주들의 연방은 동등하고, 실로 헤아릴 수 없을 정도로 중요하며, 정당한 권한을 행사함에 있어 일반 정부에 대한 자유로운 지지를 통해 그 보존에 기여하는 것이 모든 이의 신성한 의무입니다. 여러분은 현명하게 경고를 받았습니다: "연방을 여러분의 정치적 안전과 번영의 보루로 생각하고 말하는 데 익숙해지십시오. 연방의 보존을 질투심 많은 불안으로 지켜보고, 어떤 경우에도 연방이 포기될 수 있다는 의심조차 불러일으킬 만한 모든 것을 반대하며, 우리나라의 어떤 부분을 나머지로부터 소외시키거나 현재 다양한 부분을 연결하는 신성한 유대를 약화시키려는 어떤 시도의 첫 새벽에도 격분하여 얼굴을 찌푸리십시오." 연방 없이는 우리의 독립과 자유는 결코 달성되지 못했을 것입니다. 연방 없이는 그것들은 결코 유지될 수 없습니다. 스물네 개, 또는 심지어 더 적은 수의 분리된 공동체로 나뉘면, 우리는 수많은 제한과 징수금으로 부담되는 내부 무역을 보게 될 것입니다. 멀리 떨어진 지점과 지역 간의 통신은 방해되거나 단절될 것입니다. 우리의 아들들은 현재 평화롭게 경작하는 들판을 피로 물들이는 병사들이 될 것입니다. 우리 국민의 대다수는 군대와 해군을 지원하기 위한 세금으로 압도당하고 빈곤해질 것이며, 승리한 군단의 우두머리에 있는 군사 지도자들이 우리의 입법자와 재판관이 될 것입니다. 자유, 모든 좋은 정부, 평화, 풍요, 행복의 상실은 필연적으로 연방 해체의 결과로 따를 것입니다. 그러므로 연방을 지지함으로써 우리는 자유인과 박애주의자에게 소중한 모든 것을 지지하는 것입니다.
제가 여러분 앞에 서 있는 이 시점은 흥미진진합니다. 모든 국가의 눈은 우리 공화국에 고정되어 있습니다. 현 위기의 결과는 우리 연방 정부 시스템의 실현 가능성에 대한 인류의 의견을 결정할 것입니다. 우리 손에 놓인 판돈은 크며, 미국 국민에게 지워질 책임 또한 큽니다. 우리가 세상 앞에 서 있는 태도의 중요성을 깨달읍시다. 인내심과 확고함을 발휘합시다. 우리를 둘러싼 위험에서 우리나라를 구하고, 그 위험들이 가르치는 교훈에서 지혜를 얻읍시다.
이러한 관찰의 진실에 깊이 감명받고, 제가 막 취하려는 엄숙한 맹세의 의무 아래, 저는 헌법의 정당한 권력을 유지하고 우리 연방 연합의 축복을 손상되지 않은 채 후세에 전하기 위해 저의 모든 능력을 계속해서 발휘할 것입니다. 동시에, 저의 목표는 저의 공식적인 행동을 통해 일반 정부가 명확하게 위임된 권한만을 행사할 필요성을 가르치고, 정부 지출에 있어서 단순성과 경제성을 장려하며, 이러한 목적에 필요한 것보다 더 많은 돈을 국민으로부터 거두지 않고, 공동체의 모든 계층과 연방의 모든 부분의 이익을 가장 잘 증진할 수 있는 방식으로 재정을 운영하는 것입니다. 사회에 진입할 때 "개인은 나머지를 보존하기 위해 자유의 일부를 포기해야 한다"는 것을 항상 명심하면서, 저는 우리나라의 모든 지역에 있는 형제들과 함께 자유로운 양보와 타협의 정신을 함양하고, 더 큰 선을 보존하기 위해 피할 수 없이 해야 할 부분적인 희생에 우리 동포들을 화해시킴으로써, 우리의 귀중한 정부와 연방을 미국 국민의 신뢰와 애정에 추천할 수 있도록 저의 의무를 다하고자 합니다.

마지막으로, 지금 제가 서 있는 전능하신 존재, 그리고 우리 공화국의 유아기부터 오늘날까지 우리를 그분 손에 지켜주신 그분께 가장 간절히 기도하는 바는, 그분께서 저의 모든 의도와 행동을 주관하시고 우리 동포들의 마음을 감화시키시어, 우리가 모든 종류의 위험으로부터 보호받고 영원히 단합하고 행복한 백성으로 계속 살아갈 수 있게 해달라는 것입니다.
 — 앤드루 잭슨

## 같이 보기
- 앤드루 잭슨 행정부
- 1829년 앤드루 잭슨 대통령 취임식
- 1832년 미국 대통령 선거
- 미국 대통령의 취임 선서